# 웅상농청장원놀이
웅상농청장원놀이(웅상농청장원놀이)는 대한민국 경상남도 양산시 웅상읍 명곡리를 무대로 이어져 오는 민속놀이이다. 2002년 4월 4일 경상남도의 무형문화재 제23호로 지정되었다.

## 개요
웅상읍 명곡리를 무대로 이어져 오는 웅상농청장원놀이는 마을 농사꾼들이 공동으로 농사일을 마치고 마을에서 농사가 제일 잘 된 집을 장원가로 선정하면 그 장원가가 낸 술과 음식의 장원턱을 나눠 먹으면서 며칠동안 한 해 농사일의 힘겨움을 풀고 풍년을 구가한다는 내용을 상황의 순서와 동작에 따라 소리를 곁들여 입체화한 놀이이다. 이 놀이는 힘겨운 농사일을 마을 공동으로 해내는 작업과정과 당시 농경의례를 잘 보여 준다.
웅상농청장원놀이는 산업화에 의해 사라지려던 것을 마을의 60∼80대 노인들이 주축이 돼 재현했다. 노인들이 직접 참여하여 놀이가 소박하나 짜임새가 있고 소리도 수준에 도달하는 등 그 실상을 원형에 충실히 놀이화하는 등 전승계보가 명확하다. 또 웅상지역이 도시화된 지역임에도 명곡마을에 전통사회의 농촌공동체인 농청이 1980년대까지 존속한 것은 우리문화의 계승적인 측면에서 다행스런 일이다.
웅상농청장원놀이는 1999년 6월 제30회 경상남도 민속예술경연대회와 같은해 9월 제40회 한국민속예술축제에서 각각 최우수상과 장려상을 받은 바 있다.

## 보유단체
| 구분     | 단체명                                         | 대표자 | 주소 | 인정·해제일자 | 비고 |
| -------- | ---------------------------------------------- | ------ | ---- | ------------- | ---- |
| 보유단체 | 웅상농청장원놀이보존회 (구 웅상향토문화보존회) | 이자무 |      |               |      |

## 참고 문헌
- 웅상농청장원놀이 - 국가유산청 국가유산포털